# 't Nije Hemelriek
 't Nije Hemelriek is een recreatieplas nabij Gasselte in de boswachterij Gieten-Borger in de Nederlandse gemeente Aa en Hunze.
In de nabijheid van een vennetje het Hemelriekje in de boswachterij Gieten-Borger is een recreatieplas aangelegd door Staatsbosbeheer, dat naar het vennetje genoemd is met de naam  't Nije Hemelriek (het Nieuwe Hemelrijk).
Bij de recreatieplas 't Nije Hemelriek bevinden zich een zandstrand en diverse recreatieve voorzieningen. Er waren plannen om het boomkroonpad, dat in dezelfde boswachterij is gelegen, te verplaatsen naar 't Nije Hemelriek. Staatsbosbeheer heeft echter in 2008 besloten om af te zien van deze verplaatsing.
Even ten westen van de recreatieplas bevindt zich een groot zandwinningsgebied met een diepe waterplas. In het zandwinningsgebied werd tot 2014 grof zand voor de bouw gewonnen. Toen is het zogeheten blauwe gat (officieel Gasselterveld) geschikt gemaakt voor recreatief gebruik, dat zijn bijnaam te danken heeft aan de blauwe kleur ten gevolge van leemzuur. Een andere bijnaam voor deze plas is Jonkersgat, naar de familie Jonker die in 1946 begon met het afgraven van zand. Aan de noordzijde van deze plas ligt een groot recreatiestrand.

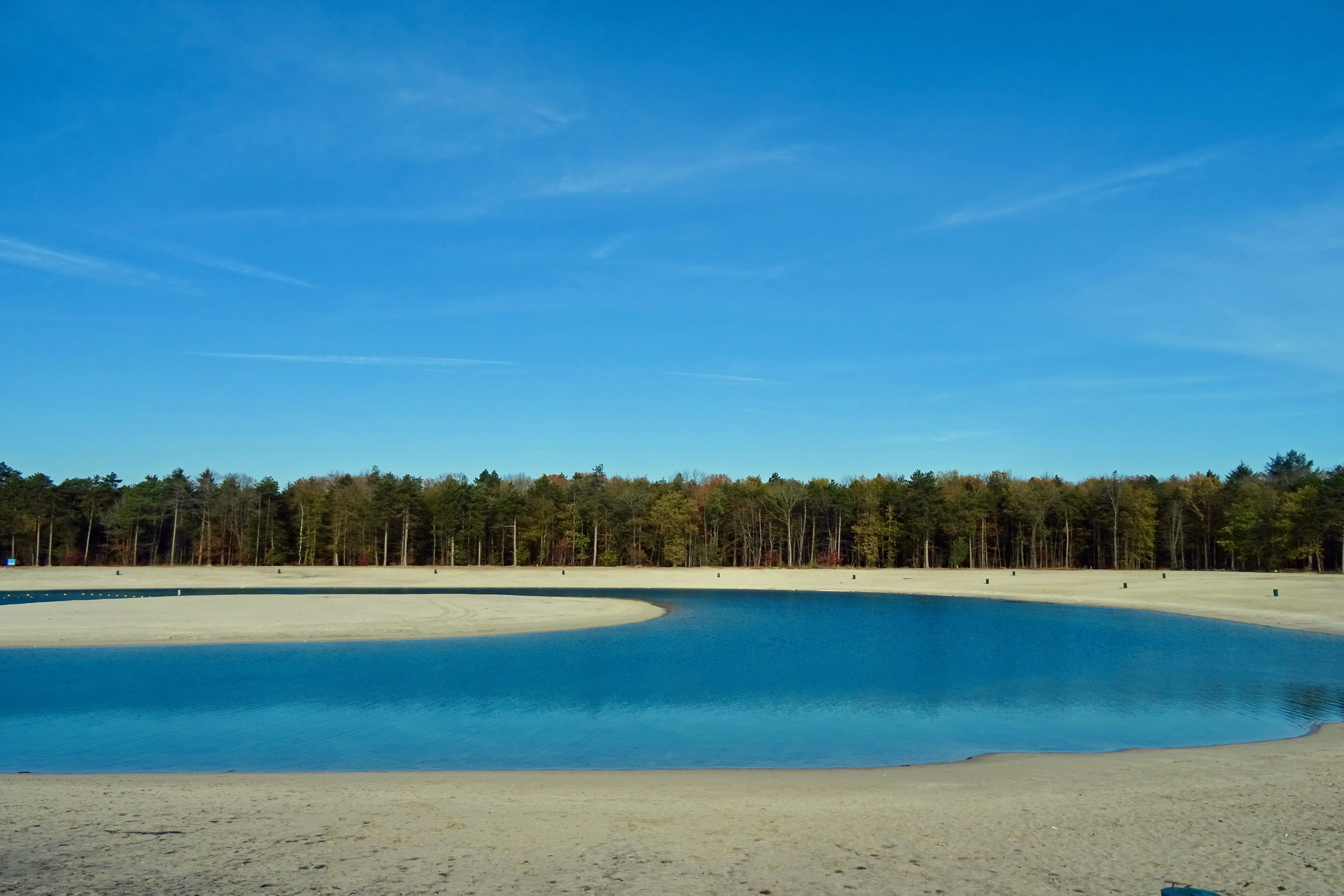
De zwemplas "’t Gasselterveld" 150 meter ten westen van 't Nije Hemelriek"